# 그 여자가 무서워
《그 여자가 무서워》는 2007년 10월 8일부터 2008년 4월 18일까지 방송되었던 대한민국의 SBS의 드라마 작품이다.

## 기획 의도
순수한 사랑을 꿈꾸던 여주인공이 사랑하던 남자로부터 버림받은 후 복수를 꿈꾸는 과정을 그린 드라마

## 줄거리
결혼을 약속한 여자를 버리고, 재벌집 외동딸과 사랑에 빠지는 남자. 임신까지 했던 여자는 비극적인 교통 사고를 당하고... 그리고 시작된 그 여자의 복수.

## 등장 인물

### 주요 인물
- 유선 : 최영림 역

곱고 맑은 분위기의 소박한 모습이지만 내면에는 활화산이 숨겨져있는 선과 악이 공존하는 인물. 평범한 행복을 꿈꾸며 평화롭게 살다가 애인의 변심으로 처절한 고통과 절망을 겪으며 복수의 화신으로 변해버린다. 아름답고 매혹적인 모습과 복수의 화신으로 철저하게 양분된 두가지 감정과 성격을 순발력있게 표출할 수 있는 인물이며, 97년 25세의 정겹고 화사한 유치원 보모에서 이후 현재까지 처절하고 비참한 운명의 질곡을 넘나들며 결국 승리의 깃발을 손에 잡는다.
- 김유석 : 백정진 역

재정적, 입지적 면에서 은애의 남편 하경표와 경쟁 관계가 되어버린 은애의 사촌 오빠ㅏ. 업무 능력도 뛰어나고 남자다우며 세련된 분위기짖만, 욕심과 자만심이 보이는 치밀하고 계산적인 인물이다. 자신에 대한 큰아버지 백회장의 기대와 관심이 하경표의 등장으로 약화되었다고 느끼는데 한술 더 떠 백회장과 최영림이 가까워지면서 자신의 위치에 대한 불안감을 느낀다.
- 최정윤 : 백은애 역

훗날 회사를 물려받을 신성기업 백동수 사장의 외동딸로 대학을 졸업하고 아버지 회사에 입사한다. 엄마 없이 성장했지만 함께 기거하는 숙모가 잘 보살펴준 덕에 그다지 구김살 없이 자란 착하고 담백한 성격. 사촌오빠인 백정진과도 친남매나 다름없이 지내왔다. 회사 일을 하며 먼저 입사한 하경표와 연결되어 사랑에 빠지고 경표에게 여자가 있다는 사실을 꿈에도 모른채 결혼하는데.. 훗날 펼쳐져 드러난 상황은 유구무언이다.
- 강성민 : 하경표 역

인물좋고 체격 좋고 머리도 좋은 매력남인데 불우한 어린 시절 때문인지 항상 우수에 젖은 분위기가 시선을 끈다. 아버지 타계 후 엄마가 가출해 버리는 바람에 할머니와 함께 고모 집에 얹혀 눈치밥으로 살았다. 혼자 힘으로 대학 다니면서부터 고모네와는 의절. 외롭고 가슴 시린 청춘에 영림과 만나 많은 위안이 되었으나 내면에 현실로부터 비상하고픈 욕망이 강한 인물로 회사의 사주딸 '백은애'라는 돌파구가 생기자 가차없이 변심해 버린다.

### 주변 인물
- 노주현 : 백동수 역
- 유지인 : 김여사 역
- 윤지숙 : 노승미 역
- 김형범 : 지근석 역
- 정욱 : 송준철 역
- 권민중 : 강주희 역
- 이효정 : 양태식 역
- 이진아 : 김지숙 역
- 최원홍 : 양지웅 (아역 : 차재돌)

### 그 외 인물
- 오미연 : 영림 모 역 (특별 출연)
- 반효정 : 정여인 역
- 서지연 : 박 간호사 역
- 나재균 : 김 비서 역
- 이제신 : 가정부 역
- 정병철 : 한기사 역
- 조용상 : 남 기사 역
- 김혜미 : 미스 박 역
- 임효선 : 미스 리 역
- 박현정 : 양 회장 아내 역
- 김미자
- 윤주만
- 박선웅
- 유은미 : 지은수 역
- 강철성
- 김익태
- 강석정 : 한철수 역
- 권영경
- 김동균
- 고미영
- 송지은 : 서지혜 역
- 조선주
- 차용학
- 장은비
- 원숙희
- 조성희
- 이승민
- 손건우
- 신주아
- 한동환
- 한영광

## 연장
- 후속작 준비 미비 때문에 <그 여자가 무서워> 방송 분량이 120부작에서 7회 연장되어 127부작으로 변경되었으며, 후속작 제목은 당초 <신애와 은애>였으나 스타급 연기자들을 캐스팅하지 못해 이응경 차화연이 간신히 주역으로 발탁된 동시에[2] 배역도 주애자와 주민자로 바뀌었으며, 제목도 애자 언니 민자로 변경되었다.

## 결방
- 2007년 10월 17일 : 저녁 6시부터 플레이오프 3차전 <두산 베어스 VS 한화 이글스> 중계방송
- 2007년 10월 23일 : 저녁 6시부터 한국시리즈 2차전 <두산 베어스 VS SK 와이번스> 중계방송[3]
- 2007년 12월 19일 : 저녁 7시부터 <2007 국민의 선택> '제17대 대통령 선거방송' 3부 편성
- 2008년 1월 30일 : 핸드볼 올림픽 아시아예선 <한국 VS 일본> 중계방송
- 2008년 2월 7일 : 설 특집 <대격돌!빅스타 명장면> 편성[4]
- 2008년 2월 8일 : 저녁 6시 20분부터 설 특집 <절대 풀수 없다! 미스터리 매직쇼> 편성[4]
- 2008년 3월 14일 : 올림픽 야구 최종예선 <한국 VS 대만> 중계방송[5]
- 2008년 3월 26일 : 2010 월드컵 3차 예선 <대한민국 VS 북한> 중계방송
- 2008년 4월 8일 : 저녁 7시부터 2008 스페이스 코리아 <대한민국,우주에 서다 - 발사 카운트다운> 편성[6]
- 2008년 4월 9일 : 저녁 7시부터 <2008 국민의 선택> 특집 SBS 8 뉴스 3부 편성
- 2008년 4월 10일 : 저녁 6시 50분부터 2008 스페이스 코리아 <신 호기심 천국> 편성
- 2008년 4월 16일 : 2008 스페이스 코리아 특집 SBS 8 뉴스 편성
- 2008년 4월 17일 : 2008 스페이스 코리아 SBS 우주 편성

## 참고 사항
- 최영림 역에는 당초 장서희가 낙점되었으나 이전 작품과 이미지가 비슷할 것을 우려하여 고사했다.[7]
- 서영명 작가는 2002년 막을 내린 <이 부부가 사는 법> 이후 5년만에 SBS 일일 드라마로 돌아왔다.
- 자극적인 소재, 비상식적인 전개, 극단적 캐릭터, 작위적 상황 등으로 민주언론시민연합 방송모니터위원회(민언련)으로부터 '유감방송'으로 선정되는 불명예를 안았다.[8]